# Ilex chinensis
Ilex chinensis là một loài thực vật có hoa trong họ Aquifoliaceae. Loài này được Sims mô tả khoa học đầu tiên năm 1819.

## Hình ảnh

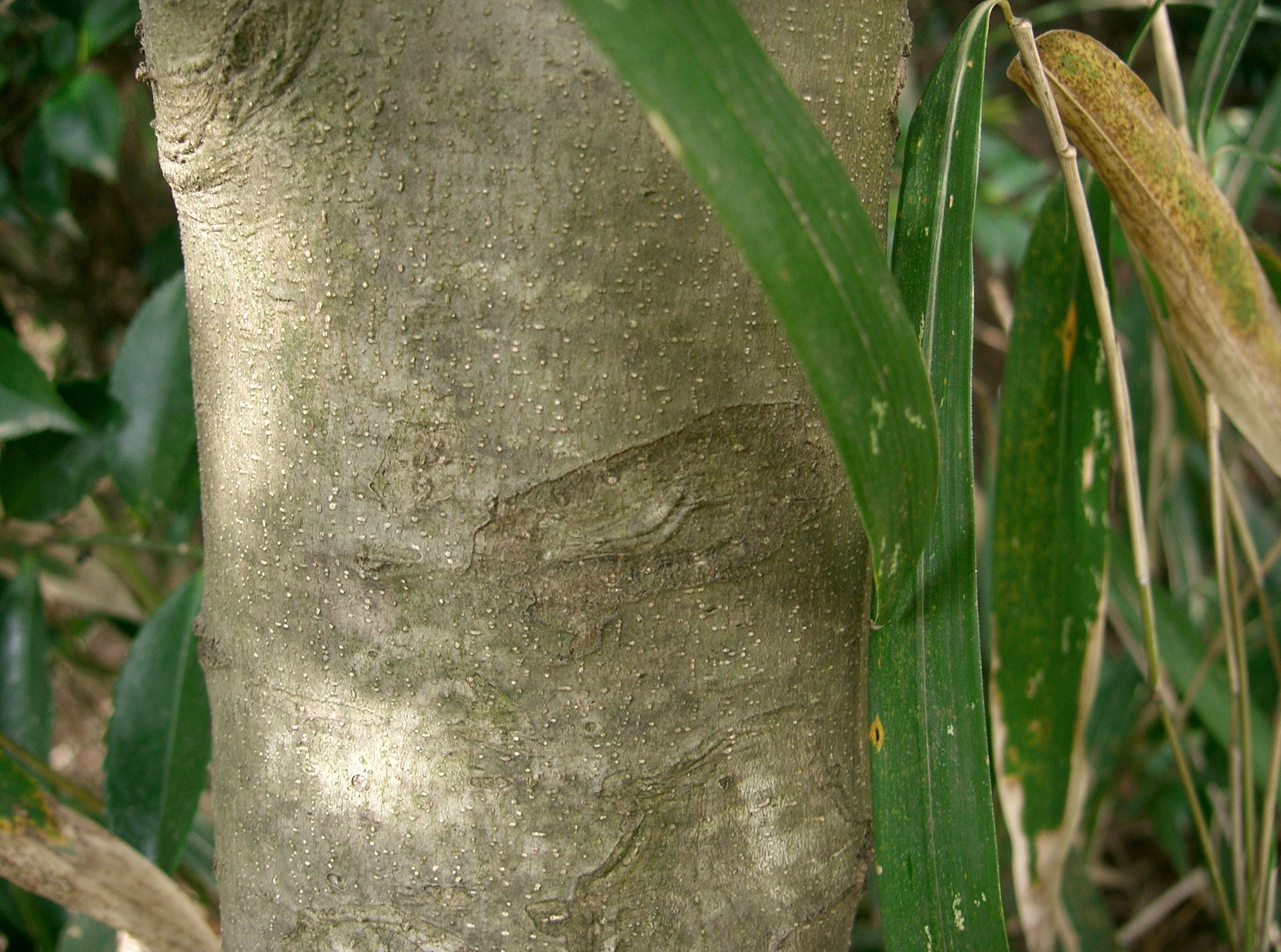
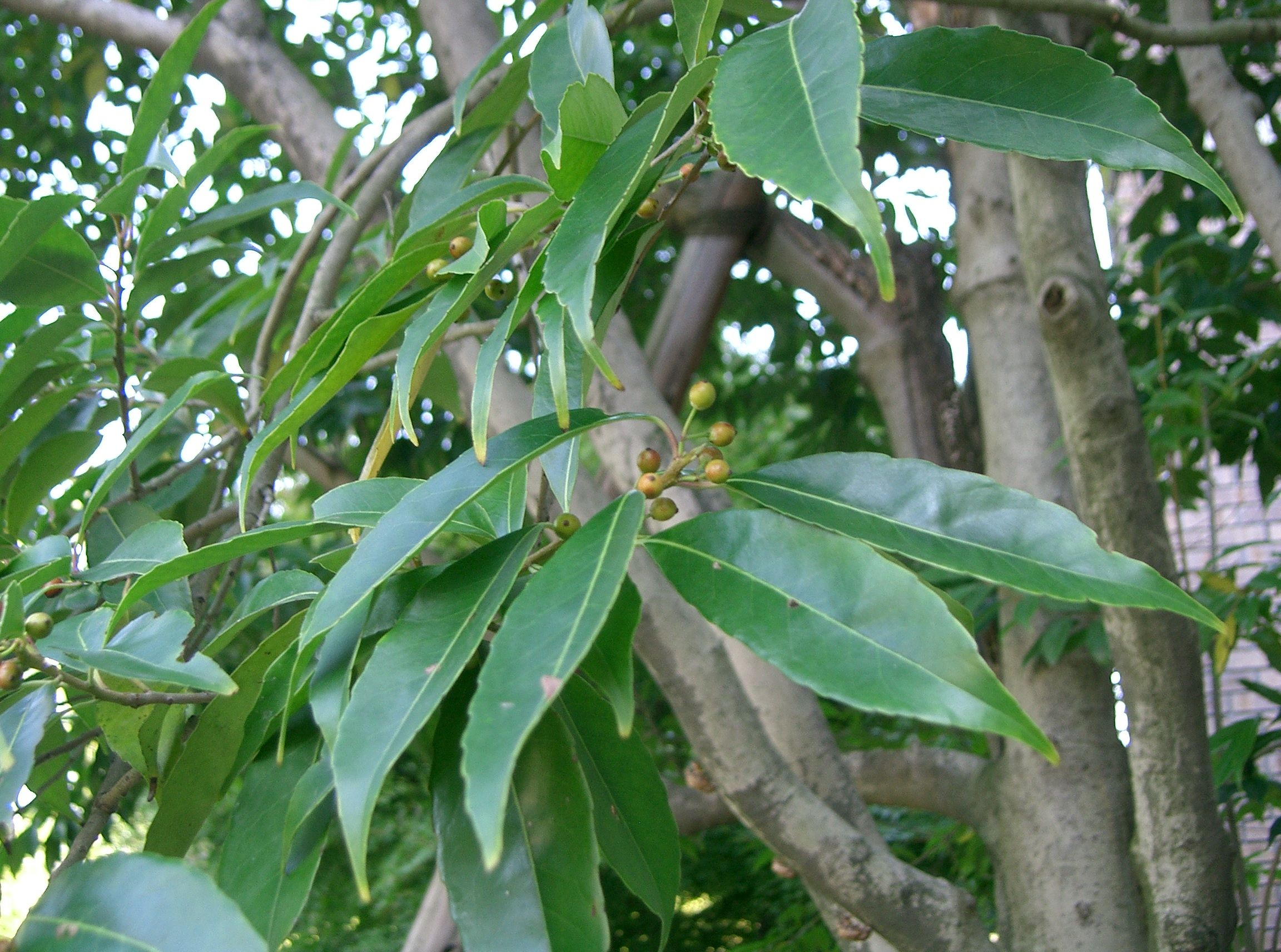
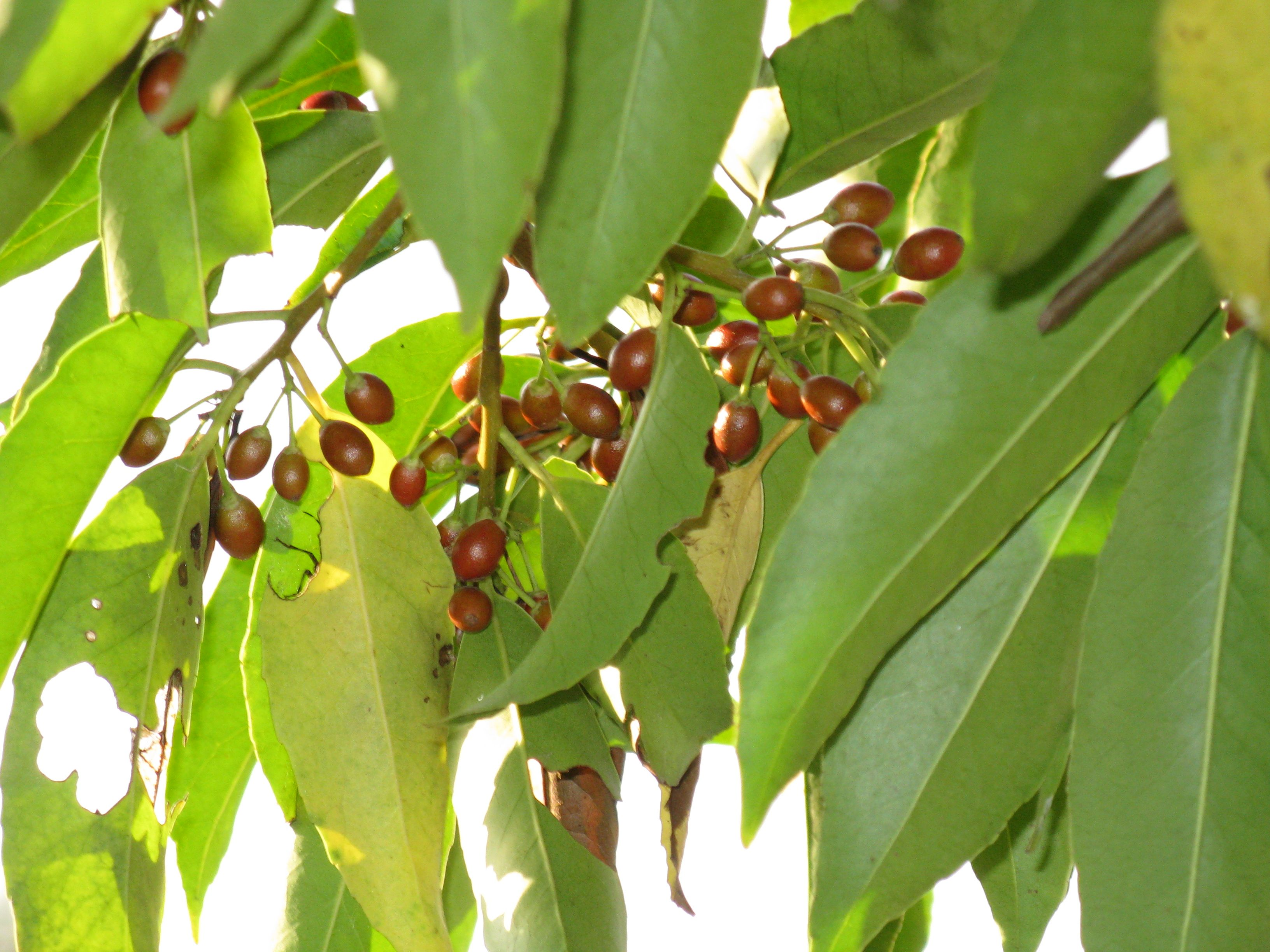